# Proletarerne (1984)
Proletarerne ("proles" i den engelske original) er proletariatet eller arbejderklassen i George Orwells roman 1984.

## Proletarerne som social klasse
I denne dystopiske fremtidsvision er samfundet inddelt i tre klasser: Inderpartiet, Yderpartiet og proletarerne (henholdsvis over-, middel- og underklassen). I romanen udgør proletarerne 85 procent af befolkningen i Oceanien (der består af det tidligere Storbritannien, Irland, Australien, det amerikanske fastland og en stor del af det sydlige Afrika. Proletarerne er dårligt uddannede, har hårdt fysisk arbejde, lever i fattigdom, får masser af børn og dør som regel i en alder af 60 år.

## Partiets kontrol over proletarerne
Proletarerne er stadig frie. Som Partiets slagord lyder: "Proletarer og dyr er fri". Dette står i skarp kontrast til den kontrol, som medlemmerne af Inder- og Yderpartiet udsættes for. Partimedlemmer bliver konstant overvåget af teleskærme, som findes overalt i private hjem og på offentlige steder. Men proletarernes bydele er stort set uden teleskærme. Det skyldes primært, at man ikke opfatter proletarerne som mennesker. De har ikke den intellektuelle kapacitet til at forstå, at de udbyttes af Partiet som billig arbejdskraft, og de er ikke i stand til at organisere et oprør. Deres funktion i livet er enkelt: Arbejde og forplantning. De interesserer sig ikke for meget andet end hjemmet og familien, at småskændes med naboerne, at film og fodbold, drikke øl og især spille i lotteriet. De behøver ikke give udtryk for deres støtte til Partiet men kun for en primitiv patriotisme. Partiet fremstiller meningsløse sange, romaner og endda pornografi til proletarerne. Proletarerne bærer ikke uniform; de må bruge kosmetik; de har et frit varemarked, hvor medlemmer af Yderpartiet kan få fat i varer, der ellers er mangel på (f.eks. snørebånd og barberblade) – proletarerne er fri, fordi de ikke udgør nogen trussel mod Partiet.
"Det var ikke vanskeligt at holde orden på dem. Nogle få medlemmer af Tankepolitiet færdedes altid blandt dem, udspredte falske rygter og fjernede de få personer, som man mente kunne blive farlige; men man gjorde ikke noget forsøg på at indpode dem Partiets ideologi. Man ønskede ikke, at proletarerne skulle have stærke politiske overbevisninger. Det eneste, der krævedes af dem, var en primitiv patriotisme, som man kunne appellere til, når som helst det var nødvendigt at få dem til at finde sig i længere arbejdstid eller mindre rationer. Og selv når de blev utilfredse, hvad der af og til hændte, førte deres utilfredshed ikke til noget, fordi den kun gav sig udslag i beklagelser over småting. Da de manglede ethvert politisk overblik, fik de aldrig øjnene op for de større onder. Langt de fleste proletarer havde ikke engang teleskærme i deres hjem. Det almindelige politi blandede sig meget lidt i deres tilværelse. Kriminaliteten var meget stor i London, der var en hel underverden af tyve, røvere, prostituerede, sortbørshajer og svindlere af enhver art; men da det alt sammen foregik inden for deres egne rækker, lagde man ingen vægt på det. I alle moralspørgsmål fik de lov til at følge deres nedarvede love. Man påtvang dem ikke Partiets seksuelle puritanisme. Der var ingen straf for løse forbindelser, og skilsmisse var tilladt. Selv gudsdyrkelse ville for den sags skyld være blevet tilladt, hvis proletarerne  havde vist tegn på, at de ønskede det. De var så lavtstående væsener, at man ikke engang fandt dem værdige til mistanke, eller som partislagordet lød: 'Proletarer og dyr er fri'"

## Proletarerne som det eneste håb
"Hvis der overhovedet er håb om redning", skrev Winston, "må den komme fra proletarerne."
Et af de tilbagevendende temaer i romanen er, at hvis proletarerne gjorde oprør, kunne de skabe noget, der mindede om et utopia. Der er en konflikt mellem hovedpersonens Winston Smiths vilde håb og så hans erkendelse af, at proletarerne ikke er i stand til dette. Winston beundrer proletarerne, fordi de for ham er forblevet menneskelige. De har bevaret de følelser, som Partimedlemmer er nødt til at undgå, fordi de konstant bliver overvåget af teleskærmene. Enhver upatriotisk følelse hos et Partimedlem vil resultere i "opløsning", dvs. fuldstændig fjernelse fra alle arkiver – som om de aldrig havde eksisteret. Så Winston tror på, at hvis der overhovedet er håb, må det komme fra proletarerne. Men Winstons håb ramler sammen med O'Briens synspunkt, at proletarerne aldrig vil gøre oprør, fordi de aldrig vil få tilstrækkelig bevidsthed. Winston er også klar over, at proletarerne ikke vil gøre oprør. Det er også vigtigt at notere, at ingen (heller ikke Winston) kan forestille sig, at Partiet bryder sammen af sig selv – kontrollen over Partimedlemmerne er simpelthen for stor. De har mistet deres menneskelige følelser, og Winston er selv klar over, at han ikke længere har evnen til at føle medfølelse; børn melder dagligt deres forældre til Tankepolitiet; sex er blevet en pligt mod Partiet med det eneste formål at avle børn. Menneskeligheden i den yngre generation, repræsenteret af Winstons kæreste Julia er også i hurtigt forfald.
"De vil aldrig gøre oprør, før de er blevet sig deres styrke bevidst, og de vil ikke blive sig deres styrke bevidst, før de har gjort oprør."

Denne artikel er en oversættelse af artiklen Proles på den engelske Wikipedia. Oversættelsen tager i sin sprogbrug desuden udgangspunkt i den danske udgave af 1984 (Gyldendals Tranebøger 1973), oversat af Paul Monrad.